# Chlorocichla prigoginei
El bulbul de Prigogine (Chlorocichla prigoginei) es una especie de ave paseriforme de la familia Pycnonotidae endémica del este de la República Democrática del Congo.

## Distribución y hábitat
Se encuentra únicamente en los montes y mesetas al noreste del lago Eduardo. Su hábitat natural son los bosques húmedos tropicales montanos. Está amenazado por la pérdida de hábitat.